# Gnidia
Gnidia är ett släkte av tibastväxter. Gnidia ingår i familjen tibastväxter.

## Bildgalleri

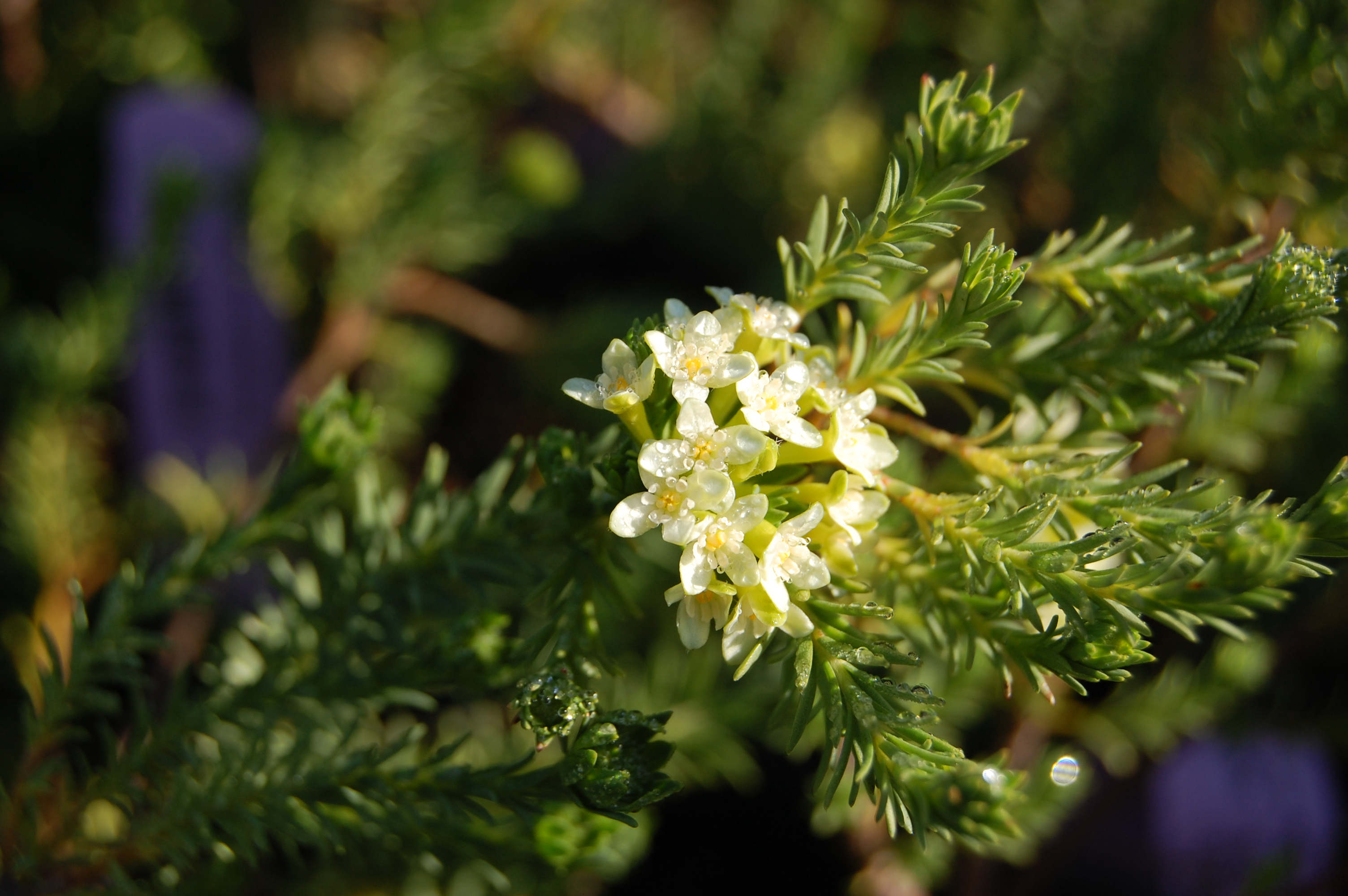
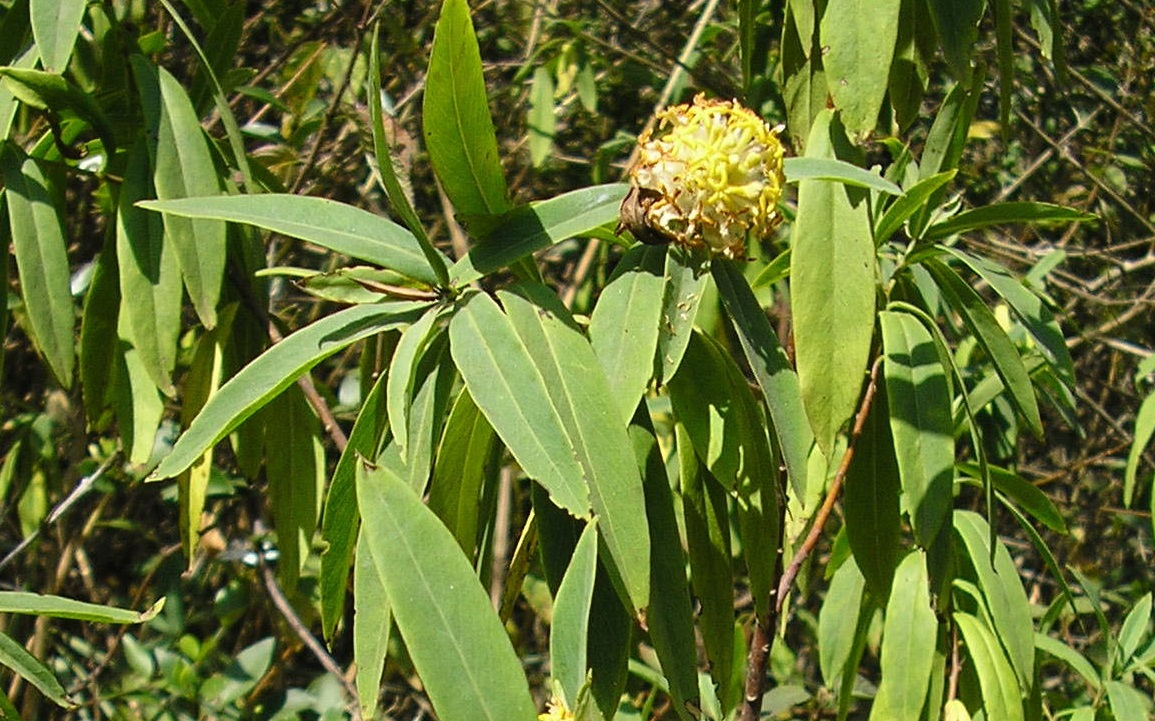

## Dottertaxa tillGnidia, i alfabetisk ordning[1]
- Gnidia aberrans
- Gnidia albosericea
- Gnidia ambondrombensis
- Gnidia anomala
- Gnidia anthylloides
- Gnidia apiculata
- Gnidia bambutana
- Gnidia baurii
- Gnidia bojeriana
- Gnidia burchellii
- Gnidia burmannii
- Gnidia caffra
- Gnidia calocephala
- Gnidia caniflora
- Gnidia canoargentea
- Gnidia capitata
- Gnidia cayleyi
- Gnidia chapmanii
- Gnidia chrysantha
- Gnidia chrysophylla
- Gnidia clavata
- Gnidia compacta
- Gnidia coriacea
- Gnidia cuneata
- Gnidia danguyana
- Gnidia daphnifolia
- Gnidia decaryana
- Gnidia decurrens
- Gnidia dekindtiana
- Gnidia denudata
- Gnidia deserticola
- Gnidia dregeana
- Gnidia eminii
- Gnidia ericoides
- Gnidia fastigiata
- Gnidia flanaganii
- Gnidia foliosa
- Gnidia fourcadei
- Gnidia francisci
- Gnidia fraterna
- Gnidia fruticulosa
- Gnidia fulgens
- Gnidia galpinii
- Gnidia geminiflora
- Gnidia genistifolia
- Gnidia gilbertae
- Gnidia glauca
- Gnidia gnidioides
- Gnidia goetzeana
- Gnidia gossweileri
- Gnidia gymnostachya
- Gnidia harveyana
- Gnidia heterophylla
- Gnidia hibbertioides
- Gnidia hirsuta
- Gnidia hockii
- Gnidia humbertii
- Gnidia humilis
- Gnidia imbricata
- Gnidia inconspicua
- Gnidia insignis
- Gnidia involucrata
- Gnidia juniperifolia
- Gnidia kasaiensis
- Gnidia kraussiana
- Gnidia kundelungensis
- Gnidia lamprantha
- Gnidia latifolia
- Gnidia laxa
- Gnidia leipoldtii
- Gnidia linearifolia
- Gnidia linearis
- Gnidia linoides
- Gnidia lucens
- Gnidia macropetala
- Gnidia meyeri
- Gnidia microcephala
- Gnidia microphylla
- Gnidia miniata
- Gnidia mollis
- Gnidia montana
- Gnidia myrtifolia
- Gnidia nana
- Gnidia neglecta
- Gnidia newtonii
- Gnidia nitida
- Gnidia nodiflora
- Gnidia obtusissima
- Gnidia occidentalis
- Gnidia oliveriana
- Gnidia oppositifolia
- Gnidia orbiculata
- Gnidia ornata
- Gnidia pallida
- Gnidia parviflora
- Gnidia parvula
- Gnidia pedunculata
- Gnidia penicillata
- Gnidia perrieri
- Gnidia phaeotricha
- Gnidia pinifolia
- Gnidia pleurocephala
- Gnidia poggei
- Gnidia polyantha
- Gnidia polycephala
- Gnidia propinqua
- Gnidia pulchella
- Gnidia quarrei
- Gnidia racemosa
- Gnidia razakamalalana
- Gnidia renniana
- Gnidia rigida
- Gnidia rivae
- Gnidia robusta
- Gnidia robynsiana
- Gnidia rubescens
- Gnidia rubrocincta
- Gnidia scabra
- Gnidia scabrida
- Gnidia sericea
- Gnidia sericocephala
- Gnidia setosa
- Gnidia similis
- Gnidia singularis
- Gnidia socotrana
- Gnidia somalensis
- Gnidia sonderiana
- Gnidia sparsiflora
- Gnidia spicata
- Gnidia splendens
- Gnidia squarrosa
- Gnidia stellatifolia
- Gnidia stenophylla
- Gnidia stenophylloides
- Gnidia strigillosa
- Gnidia styphelioides
- Gnidia suavissima
- Gnidia subcordata
- Gnidia subulata
- Gnidia tenella
- Gnidia thesioides
- Gnidia tomentosa
- Gnidia triplinervis
- Gnidia usafuae
- Gnidia variabilis
- Gnidia variegata
- Gnidia welwitschii
- Gnidia wickstroemiana
- Gnidia wilmsii
- Gnidia woodii